# Малкоч (Румунія)
Малкоч (рум. Malcoci) — село у повіті Тулча в Румунії. Входить до складу комуни Нуферу.
Село розташоване на відстані 233 км на схід від Бухареста, 7 км на південний схід від Тулчі, 109 км на північ від Констанци, 74 км на південний схід від Галаца.

## Населення
За даними перепису населення 2002 року у селі проживали 1014 осіб, з них 1011 осіб (99,7%) румунів. Рідною мовою 1012 осіб (99,8%) назвали румунську.